# Samuel Rosenthal
Samuel Rosenthal (* 7. September 1837 in Suwałki, Kongresspolen; † 12. September 1902 in Neuilly-sur-Seine, Frankreich) war ein polnisch-französischer Schachspieler und Journalist.

## Leben
Rosenthal wuchs im vom zaristischen Russland besetzten Polen auf, das er nach dem gescheiterten Januaraufstand 1863/64 verließ und nach Frankreich emigrierte. In Paris wurde er in den Jahren 1865–1867 ein sehr erfolgreicher Berufsspieler im Café de la Régence, wo er eine Vielzahl von Turnieren gewann. 1867 nahm er, bereits ein Vertreter Frankreichs, anlässlich der Weltausstellung am großen internationalen Turnier in Paris teil. Sein neunter Platz täuschte etwas über seine tatsächliche Spielstärke hinweg. Bei einem Turnier 1870 Baden-Baden konnte er zwar keinen Preis gewinnen, aber den späteren Erstplatzierten Adolf Anderssen bezwingen. 1873 in Wien wurde er Vierter, 1878 in Paris Siebter. 1880 gewann er in Paris das 1er tournoi national, ein Vorgängerturnier der französischen Einzelmeisterschaft. Beim Schachturnier zu London 1883 wurde Rosenthal Achter.
Neben dem Schachspielen arbeitete Rosenthal vor allem als Journalist. Unter anderem war er Herausgeber der französischen Schachzeitung La Stratégie, daneben leitete er eine Vielzahl von Schachspalten in verschiedenen Zeitungen, u. a. von 1885 bis 1902 die der Le Monde Illustré. Rosenthal verdiente seinen Unterhalt außerdem als Schachlehrer. Nach Wilhelm Steinitz soll Rosenthal der materiell erfolgreichste Schachpädagoge des 19. Jahrhunderts gewesen sein.
Seine beste historische Elo-Zahl war 2655 im Juli 1885, damit lag er zu dieser Zeit auf Platz 7 der Weltrangliste.

## Privates
Rosenthal studierte Rechtswissenschaften. Er hatte eine schwache physische Konstitution.